# Синдром когнітивного відсторонення
Синдром когнітивного відсторонення (СКВ) — це синдром, який характеризується невідповідним до розвитку, дисфункціональним та постійними відокремленням обробки уваги від поточного зовнішнього контексту та, як наслідок, гіпоактивністю. Симптоми часто проявляються у вигляді труднощів зі стеженням очами, порожнечею в думках, розсіяністю, сплутаністю свідомості та дезадаптивним блуканням розуму разом із повільною реакцією, кволою або уповільненою моторикою.  На думку вчених у цій галузі, це досягло порогу доказовості та визнання як окремий синдром.
З 1798 року в медичній літературі щодо розладів уваги розрізняють принаймні два види: один — це розлад відволікання, відсутність тривалої уваги та слабке гальмування (тепер відомий як РДУГ), а інший — розлад зниженої енергії, слабкого збудження, або порушення орієнтування / вибірковості уваги (тепер відомий як СКВ).
Попри стосунок до порушення уваги, СКВ відрізняється від РДУГ. На відміну від РДУГ, який є результатом недостатньої виконавчої функції та саморегуляції,   СКВ супроводжується проблемами процесів збудження в мозку, дезадаптивними снами наяву (замріяність) та орієнтуванням або порушеною вибірковістю уваги (відрізнення важливого від неважливого в інформації, яка має бути оброблена швидко), на відміну від слабких зосередження або втримання уваги, гальмування та саморегуляції. У навчанні СКВ, як правило, призводить до зниження якості роботи, тоді як РДУГ погіршує продуктивність. 
СКВ також може виникати у деяких людей як супутнє з РДУГ захворювання, що призводить до значно більшого погіршення функціонування, ніж коли будь-який стан виникає окремо.
У сучасній науці визнано, що цей набір симптомів є важливим, оскільки він пов’язаний з унікальними порушеннями поза рамками РДУГ. Окремий СКВ негативно впливає на функціонування (наприклад, зниження якості життя, підвищений стрес і суїцидальна поведінка, а також нижчий освітній рівень і соціально-економічний статус ). СДК є клінічно значущим, оскільки численні рандомізовані контрольовані клінічні дослідження (РКД) показали, що його симптоми не покращуються від дії метилфенідату.  
Раніше вважалося, що СКД має приблизно кожна третя людина з неуважним типом РДУГ, і що він несумісний з гіперактивністю. Подальші дослідження встановили, що він може бути супутнім з РДУГ розладом, а також бути у людей без РДУГ. Таким чином, а також завдяки багатьом іншим лініям доказів, існує науковий консенсус, що цей стан є окремим синдромом.
При коморбідних СКВ і РДУГ, проблеми збільшуються: люди з обома розладами мають вищий рівень порушень функціонування і неуважності, ніж дорослі лише з РДУГ, і, найчастіше, лишаються неодруженими, безробітними або непрацездатними. Окремий СКВ також присутній у популяції і може ускладнювати навчальну і професійну діяльність, навіть якщо він не є настільки поширеним, як РДУГ. Дослідження медикаментозних методів лікування обмежені, однак розвідки показують, що атомоксетин    і ліздексамфетамін  можна використовувати для лікування СКВ.
Стан раніше називався уповільненим когнітивним темпом (sluggish cognitive tempo - SCT). Термінам «розлад дефіциту концентрації» (concentration deficit disorder - CDD) або «синдром когнітивного відсторонення» (СКВ, cognitive disengagement syndrome - CDS) останнім часом надають перевагу перед SCT, оскільки вони краще й точніше пояснюють стан і таким чином усувають плутанину. 

## Ознаки та симптоми
РДУГ є єдиним розладом уваги, визначеним на цей момент у DSM-5 або МКБ-10. Формальний діагноз ставить кваліфікований фахівець. Він включає наявність шести або більше з наведених нижче симптомів неуважності або гіперактивності-імпульсивності (або обох). 
| РДУГ (DSM-5) | РДУГ (DSM-5) |
| Симптоми неуважності | Симптоми гіперактивності-імпульсивності |
| --- | --- |
| - не звертає уваги на деталі - має проблеми з утриманням уваги на завданнях - при прямому зверненні здається, що не слухає - не дотримується інструкцій - має проблеми з організацією завдань - уникає завдань, що вимагають тривалих розумових зусиль - втрачає необхідні для виконання завдань речі - легко відволікається - забудькуватість у повсякденній діяльності | - "крутиться" або рухає кінцівками, пальцями - залишає місце без дозволу - бігає або лазить не відповідно вікові - не може тихо грати - «завжди в русі» або «мотор всередині» - розмовляє забагато - дочасно викрикує відповіді - важко чекати своєї черги - перебиває або втручається у розмови інших |

Симптоми також повинні
- бути невідповідними віку,
- початися до 12 років,
- виникати часто і спостерігатися принаймні у двох  галузях діяльності,
- явно заважати соціальній, шкільній або робочій діяльності,
- і не бути краще пояснюваними іншим психічним розладом.

На підставі вищевказаних симптомів визначають три типи РДУГ:
- переважно неуважний прояв (РДУГ-Н)
- переважно гіперактивно-імпульсивний прояв (РДУГ-ГІ)
- комбінований тип (РДУГ-К)

Переважно неуважний тип (РДУГ-Н) обмежується офіційними симптомами неуважності (див. таблицю вище) і лише ними. Вони описують проблеми з наполегливістю, відволіканням і неорганізованістю. Однак він не включає ці якісно відмінні симптоми уваги:  
| Симптоми СКВ (попередні досліджувані критерії) |
| --- |
| - Схильність до мрійливості - Легко заплутується або затуманюється свідомість - "Відсутність" або неуважність до оточення - Здається, що думками десь в іншому місці - Вдивляється в простір безтямно - Малоактивний, повільно рухається або млявий - "Сонний" або менш енергійний - Проблеми з пильністю або бадьорістю - Має кволий або заспаний вигляд - Занурюється у власні думки - Апатичний або замкнутий, менш залучений до діяльності - Втрачає хід думок або когнітивну налаштованість - Обробляє інформацію не так швидко або точно |

Як показує порівняння обох таблиць, немає збігів між офіційними симптомами неуважності РДУГ та симптомами СКВ. Це означає, що обидва кластери симптомів стосуються різних проблем з увагою. Вони можуть існувати паралельно в однієї людини, але також трапляються окремо. При цьому проблема все ще полягає в тому, що деяким особам, які дійсно мають СКВ, зараз неправильно діагностують прояви неуважності.

### Соціальна поведінка
У багатьох випадках ті, хто має СКВ, демонструють деякі протилежні симптоми із тими, хто має переважно гіперактивно-імпульсивний або комбінований прояв РДУГ: замість того, щоб бути гіперактивними, екстравертними, настирливими, надмірно енергійними та схильними до ризику, люди з СКВ дрейфують за течією, розсіяні, апатичні, заглиблені у себе та мрійливі. Вони відчувають себе «як в тумані» і «ніби не тут».
Супутні психіатричні проблеми, які часто асоціюються з СКВ, зазвичай мають інтерналізований характер, наприклад, тривога, відчуття нещастя або депресія. Найбільш послідовною в усіх дослідженнях була модель стриманості та соціальної відстороненості у взаємодії з однолітками. Типово сором’язливий характер і повільний час реакції людей з СКВ інші часто неправильно сприймають як відчуженість або незацікавленість. У взаємодії в соціальних групах людей з СКВ можуть ігнорувати, нехтувати ними. Люди з класичним РДУГ, швидше за все, будуть відкинуті в таких ситуаціях через порушення соціальних кордонів або агресивну поведінку. У порівнянні з дітьми з СКВ, вони також набагато частіше мають екстерналізований, асоціальний характер проблем, як-от зловживання психоактивними речовинами, опозиційно-зухвалий розлад або поведінковий розлад (часта брехня, крадіжки, бійки тощо). Особистісно люди з РДУГ, схоже, більш чутливі до винагороди та пошуку задоволення, тоді як люди з СКВ можуть бути чутливіші до покарань. 

### Дефіцит уваги
Особи з симптомами СКВ можуть виявляти якісно інший тип дефіциту уваги, який більше стосується проблеми обробки інформації; наприклад, слабка концентрація уваги на деталях або знижена здатність швидко відрізняти важливу інформацію від неважливої. Навпаки, люди з РДУГ мають більше труднощів із утриманням уваги та діями для досягнення цілей у поєднанні з порушенням опору стимулам, що відволікають. На відміну від СКВ, люди з класичним РДУГ мають проблеми з гальмуванням, але не мають труднощів з вибором і фільтрацією сенсорної інформації. 
Існує думка, що СКВ і РДУГ викликають різні типи неуважності: якщо люди з РДУГ можуть звернути свою увагу на щось, але не можуть підтримувати її протягом тривалого часу, то людям із СКВ, схоже, важко залучити свою увагу до конкретного завдання.  Відповідно, саме здатність спрямовувати увагу є порушеною при СКВ. 
Обидва розлади суттєво впливають на академічну успішність, але можуть робити це різними засобами. СКВ може більше впливати на якість роботи, яку дитина виконує в школі, і призвести до більшої кількості помилок. І навпаки, РДУГ може більш негативно вплинути на продуктивність, тобто обсяг роботи, виконаної за певний проміжок часу. Схоже, що діти з СКВ мають більше труднощів зі згадуванням того, що вивчили раніше, і роблять більше помилок під час тестів на пригадування, ніж діти з РДУГ. Було виявлено, що вони набагато гірше виконують психологічні тести, пов’язані з перцептивно-моторною швидкістю тобто координацією та швидкістю рук і очей. Вони також мають більш неорганізований процес мислення, більше виражену неохайність та легше втрачають речі. Ризики додаткових навчальних розладів здається рівними як у РДУГ, так і в СКВ (23–50%), але математичні розлади можуть бути більш частими в групі СКВ.
Ключовою поведінковою характеристикою людей із симптомами СКВ є те, що вони, швидше за все, мають брак мотивації та частіше можуть відчувати денну сонливість. Їм ніби не вистачає енергії для вирішення повсякденних завдань, і тому вони намагаються зосередитися на речах, які розумово стимулюють, можливо, через стан недостатнього збудження. Крім того, СКВ може включати патологічну форму надмірного блукання думок.

### Виконавча функція
Виконавча система людського мозку забезпечує організацію в часі поведінки щодо цілей і майбутнього та координує дії та стратегії для повсякденних цілеспрямованих завдань. По суті, ця система дозволяє людям самостійно регулювати свою поведінку, щоб виконувати дії та вирішувати проблеми, особливо для досягнення цілей і майбутнього в цілому. Дисекзекутивний синдром визначається як «група порушень, як правило, пов’язаних із порушенням роботи лобових часток мозку», які включають «труднощі з виконанням завдань високого рівня, таких як планування, організація, ініціювання, відстеження прогресу та адаптація поведінки». Такі виконавчі дефіцити створюють серйозні проблеми для здатності людини брати участь у саморегуляції в часі, щоб досягати своїх цілей і передбачати та підготуватися до майбутнього.
Адель Даймонд постулювала, що основним когнітивним дефіцитом людей із РДУГ-Н є робоча пам’ять, або, як вона сформулювала в статті на цю тему, «синдром дисекзекутивності, що виникає в дитинстві». Проте два останніх дослідження Барклі виявили, що в той час, як діти та дорослі з СКВ мали певні дефіцити виконавчих функцій (ВФ) у повсякденній діяльності, вони були переважно набагато меншого масштабу та здебільшого зосереджені навколо проблем із самоорганізацією та вирішенням проблем. Навіть тоді аналіз показав, що більшість труднощів із дефіцитом ВФ були результатом накладання симптомів РДУГ, які можуть співіснувати з СКВ, а не були пов’язані зі самим СКВ. Інші дослідження показали зв’язок СКВ із дефіцитом ВФ, але за сучасним баченням СКВ, схоже, не так сильно пов’язаний із дефіцитом ВФ, як РДУГ. 

## Причини
На відміну від РДУГ, загальні причини симптомів СКВ майже невідомі, хоча одне нещодавнє дослідження близнюків припустило, що стан, видається, має майже таку ж спадкову або генетичну природу, як РДУГ. 
Мало відомо про нейробіологію СКВ. Однак симптоми СКВ, схоже, вказують на те, що мережі уваги заднього мозку можуть бути задіяні більше, ніж префронтальна область кори головного мозку, тому труднощі з робочою пам’яттю не такі помітні, як при РДУГ. Ця гіпотеза отримала більшу підтримку після нейровізуалізаційного дослідження 2015 року, у якому порівнювали симптоми неуважності РДУГ і симптоми СКВ у підлітків: було виявлено, що СКВ був пов’язаний зі зниженою активністю лівої верхньої тім’яної частки (ВТЧ), тоді як симптоми неуважності були пов’язані з іншими відмінностями в активації.  Дослідження 2018 року показало зв’язок між СКВ і певними зонами лобової частки, що відрізняється від класичної нейроанатомії РДУГ. 
Дослідження показало невеликий зв’язок між функціонуванням щитоподібної залози та симптомами СКВ, що свідчить про те, що дисфункція щитоподібної залози не є причиною СКВ. Високі показники СКВ спостерігалися у дітей, які піддавалися впливу алкоголю в пренатальному періоді, і у тих, хто пережив гострий лімфобластний лейкоз, де вони були пов'язані з пізніми когнітивними наслідками.  

## Діагностика
СКВ включено як діагностичний дескриптор у поточну Міжнародну класифікацію хвороб (МКБ), опубліковану у 2022 році Всесвітньою організацією охорони здоров’я (ВООЗ), під її попередньою назвою «уповільнений когнітивний темп».  Однак воно не включене як окремий розлад в МКБ або поточний Діагностичний і статистичний посібник з психічних розладів (DSM) (2013)  хоча це може статися в наступних виданнях; на думку вчених у цій галузі, СКВ досяг порогу доказовості та визнання як окремий синдром, і діагностується деякими лікарями. Для оцінки симптомів СКВ були створені інструменти скринінгу.  Хоча деякі симптоми інших станів частково схожі на СКВ, вони є різними розладами.

## Лікування
Лікування СКВ досліджено недостатньо. Початкові дослідження препаратів проводилися лише з препаратом для лікування РДУГ метилфенідатом, і навіть тоді лише з дітьми, у яких був діагностований РДУ без гіперактивності (з використанням критеріїв DSM-III), а не спеціально з СКВ. Дослідження, схоже, виявило, що більшість дітей із РДУ (розладом дефіциту уваги) з гіперактивністю (зараз комбінована форма РДУГ) добре реагували на середні та високі дози. Однак значний відсоток дітей із РДУ без гіперактивності (тобто РДУГ неуважного типу, тому результати можуть стосуватися СКВ) не відчули користі від метилфенідату, а коли користь була, то при значно нижчій дозі.
Проте одне дослідження та ретроспективний аналіз історій хвороби показали, що наявність або відсутність симптомів СКВ не впливає на реакцію на метилфенідат у дітей з РДУГ-Н.  Але вплив препарату на симптоми СКВ у дітей не вивчався у цих дослідженнях спеціально та прямо. Атомоксетин можна використовувати для лікування СКВ оскільки численні рандомізовані контрольовані клінічні дослідження (РКВ) виявили  ефективність такого лікування.   Навпаки, численні інші РКД показали, що він симптоми СКВ слабо реагують на метилфенідат.   
Лише одне дослідження вивчало використання методів поведінкової корекції вдома та в школі для дітей із переважними симптомами СКВ, і воно показало успішність цих методів.
У квітні 2014 року газета The New York Times повідомила, що уповільнений когнітивний темп є предметом клінічних випробувань ліків фармацевтичними компаніями, включно з дослідженнями Eli Lilly, які запропонували один із найбільш продаваних препаратів, Strattera, для лікування певних симптомів уповільненого когнітивного темпу. Інші дослідники вважають, що ефективного лікування СКВ не існує.

## Прогноз
Прогноз СКВ невідомий. Навпаки, багато відомо про наслідки РДУГ у дітей, підлітків і дорослих. У тих, хто має симптоми СКВ, симптоми зазвичай з’являються пізніше, ніж у тих, хто має РДУГ, можливо, в середньому на рік чи два пізніше. Обидві групи мають однакові проблеми з навчанням і неуважністю, але діти з СКВ демонструють менше екстерналізованих симптомів і вищі рівні відчуття нещастя, тривоги/депресії, замкнутої поведінки та соціальної дисфункції. Вони мають менші ризики опозиційно-зухвалого розладу, поведінкового розладу або соціальної агресії, і тому можуть мати інші життєві наслідки порівняно з дітьми з РДУГ-ГІ та комбінованим підтипом, які мають набагато вищі ризики цих та інших "соціальних" розладів.
Однак, на відміну від РДУГ, немає лонгітюдних досліджень дітей із СКВ, які могли б пролити світло на перебіг розвитку та наслідки для підлітків чи дорослих осіб з цим станом.

## Епідеміологія
Недавні дослідження показують, що симптоми СКВ у дітей утворюють два виміри: мрійливо-відключений і уповільнено-сонний, і що симптоми першого більше відрізняють розлад від РДУГ, ніж симптоми останнього.  Цю саму закономірність нещодавно було знайдено Барклі в першому дослідженні дорослих із СКВ, а також у подальших дослідженнях студентів коледжу. Ці дослідження показали, що СКВ, ймовірно, не є підтипом РДУГ, а окремим від нього розладом. Проте він збігається з РДУГ у 30–50% випадків кожного розладу, що свідчить про модель коморбідності між двома спорідненими розладами, а не підтипами одного розладу. З усім тим, СКВ сильно корелює з неуважним і комбінованим підтипами РДУГ.  Згідно з норвезьким дослідженням, «[СКВ] суттєво корелює з неуважністю, незалежно від підтипу РДУГ». 

## Історія

### Ранні спостереження

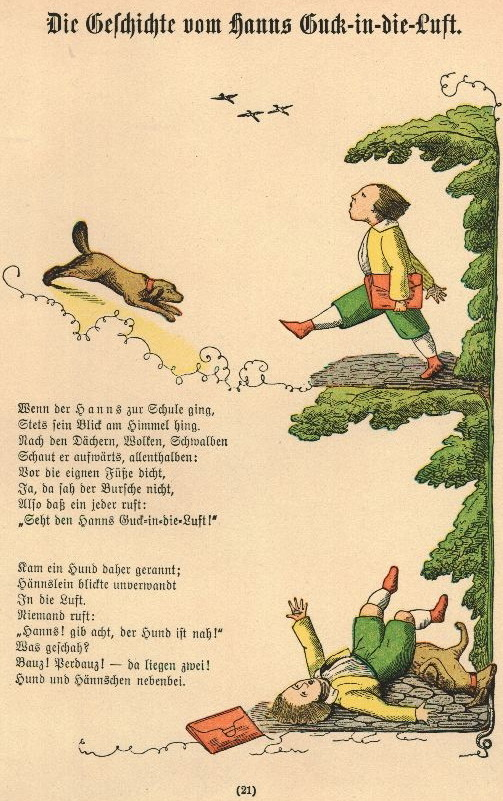
Ганс Догори-Ніс — розсіяний хлопець, який, здається, не помічає свого оточення.

Століттями в літературі описуються діти, які дуже неуважні і схильні до затуманеного процесу мислення.
Симптоми, схожі на РДУГ, були вперше систематично описані в 1775 році Мельхіором Адамом Вейкардом і в 1798 році Олександром Крайтоном у їхніх медичних підручниках. Хоча Вейкард в основному описав окремий розлад уваги, що нагадує комбінований тип РДУГ, Крайтон постулює додатковий розлад уваги, описаний як «хворобливе зниження її сили або енергії», і далі досліджує можливі «тілесні» та «психічні» причини розладу (включаючи «нерегулярність харчування, надмірне випорожнення та зловживання тілесними потягами»). Проте далі він не описує жодних симптомів розладу, що робить це раннім, але, звичайно, неспецифічним посиланням на СКВ-подібний синдром. 
Одним із прикладів з художньої літератури є персонаж Генріха Гофмана «Ганс Догори-Ніс» (Hanns Guck-in-die-Luft) у «Struwwelpeter» (1845). (Деякі дослідники бачать у кількох персонажів цієї книги ознаки дитячих психічних розладів).
Канадський педіатр Гай Фалардо, крім роботи з гіперактивними дітьми, також писав про дуже мрійливих, тихих і слухняних дітей, яких він зустрічав у своїй практиці.

### Перші спроби вивчення
Ближче до сучасності дослідження розладів уваги традиційно зосереджувались на симптомах гіперактивності, але в 1970-х роках почали вивчати симптоми неуважності. Під впливом цих досліджень DSM-III (1980) вперше дозволив діагностувати підтип РДУ, який проявлявся без гіперактивності. Дослідники, вивчаючи цей підтип, створили рейтингові шкали для дітей, які включали запитання щодо таких симптомів, як коротка концентрація уваги, відволікання, сонливість і пасивність. У середині 1980-х років було запропоновано, що на відміну від прийнятої на той час дихотомії РДУ з гіперактивністю або без неї (РДУ/Г, РДУ/немає Г), натомість більш доцільною була трифакторна модель РДУ, яка складалася з підтипів гіперактивності-імпульсивності, неуважності-дезорганізації та повільного темпу. 
У 1990-х роках Вайнберг і Брумбек запропонували новий розлад: «первинний розлад пильності» (ПРП). Його характерними симптомами були труднощі з підтриманням пильності та збудження, мрійливість, труднощі зосередження уваги, втрата місця в діяльності та розмові, повільне виконання завдань і доброта як риса особистості. Найдетальніший випадок у їхній статті виглядає як прототип СКВ. Автори визнали перетинання ПРП та РДУГ, але стверджували на користь розгляду ПРП як відмінного у його унікальних когнітивних порушеннях.  Проблема статті полягає в тому, що вона відкидала РДУГ як неіснуючий розлад (попри те, що на той час було проведено кілька тисяч досліджень) і віддала перевагу терміну ПРП для цього СКВ-подібного комплексу симптомів. Ще одна складність з діагнозом ПРП полягала в тому, що він не тільки базувався лише на 6 випадках замість набагато більшої кількості прикладів дітей із СКВ, які використовувалися в інших дослідженнях, але й сам термін передбачає, що наука вже встановила основні когнітивні дефіцити, що викликають симптоми СКВ, проте це навряд чи так.
З публікацією DSM-IV у 1994 році цей розлад уваги був позначений як РДУГ і розділений на три підтипи: переважно неуважний, переважно гіперактивно-імпульсивний та комбінований. Із запропонованих симптомів, характерних для СКВ, які обговорювалися під час розробки DSM-IV, лише «забудькуватість» була включена до списку симптомів для РДУГ-Н, а інші не згадувалися. Проте кілька із запропонованих симптомів СКВ були включені в діагноз «РДУГ, не визначений тип».
До 2001 року в наукових журналах було опубліковано чотири статті, присвячені симптомам СКВ. Але потім дослідники припустили, що симптоми уповільненого темпу (такі як нестійка увага і труднощі спрямування уваги) насправді підходять для діагностики РДУГ-Н. Таким чином, вони стверджували, що виключення цих симптомів з DSM-IV було недоречним. Відповідна стаття та супровідний коментар до неї закликали до проведення додаткових досліджень СКВ, чим спонукала до публікації понад 30 статей у наукових журналах (на сьогоднішній день), які спеціально стосуються симптомів СКВ.
Проте після публікації DSM-5 у 2013 році РДУГ продовжує класифікуватися як переважно неуважний, переважно гіперактивно-імпульсний та комбінований тип, і ніде в посібнику не згадується СКВ як діагноз або підтип діагнозу. Діагноз «РДУГ, не визначений тип» також більше не містить згадок про симптоми СКВ. Так само в МКБ-10, посібнику з медичної діагностики, немає коду діагнозу для СКВ. Хоча СКВ на цей момент не визнається розладом, дослідники продовжують обговорювати його корисність як конструкту та його наслідки для подальших досліджень розладів уваги.

## Неоднозначність
У медичних і наукових спільнотах виник значний скептицизм щодо того, чи справді СКВ, який зараз вважається «групою симптомів», існує як окремий розлад.
Аллен Френсіс, почесний професор психіатрії в Університеті Дьюка, стверджує: «Ми бачимо примху в еволюції: подібно до того, як РДУГ був діагнозом du jour протягом приблизно 15 років, це початок моди на інший розлад. Це експеримент системи охорони здоров’я на мільйонах дітей... Я не сумніваюся, що є діти, які відповідають критеріям для цього явища, але немає нічого більш віддаленого від реальності. Ентузіасти піклуються про недіагностованих пацієнтів. А як щодо дітей, яких таврують розладом, тоді як з ними все в порядку? Вони не думають про те, що відбувається з дітьми в реальному світі».
Дослідник Каліфорнійського університету в Лос-Анджелесі та член редакційної колегії Journal of Abnormal Child Psychology Стів С. Лі висловлює занепокоєння тим, що, ґрунтуючись на тісному зв’язку СКВ із РДУГ, модель гіпердіагностики останнього «вже виросла, щоб охопити занадто багато дітей зі звичайною дитячою поведінкою або чиї проблеми походять не від неврологічного розладу, а від недостатнього сну, іншої нездатності до навчання або інших джерел». Лі зазначає: «Наукова частина мене каже, що нам потрібно прагнути до знань, але ми знаємо, що люди почнуть говорити, що їхні діти мають [синдром когнітивного відсторонення], і лікарі почнуть діагностувати це та призначати ліки задовго до того, як ми дізнаємося, чи він справді існує... РДУГ став проблемою системи охорони здоров’я та суспільства, і справедливо поставити це запитання щодо СКВ».
Суперечності додають потенційні конфлікти інтересів у прихильників цього діагнозу, включно з фінансуванням роботи відомих дослідників СКВ глобальною фармацевтичною компанією Eli Lilly. Кажучи про «зростання клінічних звернень, які відбуваються зараз і збільшаться в найближчому майбутньому, спричинене підвищенням обізнаності широкої громадськості щодо [СКВ]», д-р Барклі пише: «Той факт, що [СКВ] ще не визнано в жодному офіційному класифікаторі психічних розладів, не змінить цю обставину, враховуючи зростаючу кількість інформації про [СКВ] на різноманітних широко відвідуваних інтернет-сайтах, зокрема таких як YouTube та Вікіпедія».

## Дивіться також
- РДУГ
- Bradyphrenia (slowness of thought)[en]
- Clouding of consciousness[en]
- Cognitive Tempo[en]
- Sluggish schizophrenia[en]
- Type B personality[en]